# 新北市永和區秀朗國民小學
新北市永和區秀朗國民小學位於臺灣新北市永和區的民權里，於1976年8月2日創校，張培方奉派為首任校長，有賴前永和鎮長陳新墻催生，台北縣長邵恩新全力支持，永和市長孫勝治購買校地，林忠榮市長、許丁木會長熱心奔走，王燦輝里長和陳澤清課長協助，地方仕紳蔡正儀、蔡榮隆、蔡榮泰三兄弟慷慨捐獻，以及眾多地方人士支援，才有今日的校區，開啟了秀朗教育的新紀元。1986年共有11,319名學生，為當時全世界人數最多的小學，曾創下吉尼斯世界纪录，享譽海內外。1986年3月日本TBS電視公司來校拍攝「世界最大」節目。该校1985年曾達12,471人学生，如今剩四分之一，至今仍居全台第一名。110學年度國小新生人數3.5萬人，統計新北市110學年度新生人數最多學校是永和區秀朗國小，新生數為21班582人，較109學年新生班級數增加1班。

## 校名由來
根據明永曆8年(西元1654年)荷蘭人所繪的大臺北古地圖中標示Chrion之地，即是「秀朗社」。清光緒元年(西元1875年)永和區隸屬淡水線擺接堡，屬今日永和區，有秀朗庄、潭墘庄和龜崙蘭庄等3個庄。日治時期本區隸屬海山郡中和庄，包括龜崙蘭溪州、潭墘及秀朗三區。由此溯源可知，「秀朗」應為永和這片土地的原創地名，在創校之初，因重視此地地名之由來，取名為「秀朗國小」，期能肩負時代使命與文化傳承之重任。

## 學區
- 秀朗里、秀景里、秀和里、秀得里、秀林里、秀成里、秀元里、民族里、民生里、民權里、民本里、民樂里、民富里、永元里、【*民治里、*智光里、*民權里為秀朗、秀山國小自由學區、*河濱里為秀朗、網溪國小自由學區】

## 學校設施
校地佔地12,670坪，有一般教室235間、專科教室包含自然科學、音樂、美勞和唱遊教室等。另外還有兩座藏書五萬餘冊的圖書館、兩座各容納150人的視聽教室和可容納1200人的大型活動中心以及兩座游泳池(吉春游泳池和新北市基層選手訓練中心)。

## 社團
合唱團、管樂團、弦樂團、游泳隊、絲竹樂團、歌仔戲班、羽球隊、躲避球隊等

## 校徽
秀朗國小校徽是由鐘、書本、燭光和稻穗所組合而成，這些圖案各有代表的意涵：
「鐘聲」：學會運用時間才是成功之本
「書本」：讀好書才能做好事說好話
「燭光」：做一個有光有熱、散播溫暖的人
「稻穗」：越是飽滿就要越謙和有禮

## 重要紀事
- 秀朗國小於民國65年8月2日正式創校。
- 民國71年仁樓教室完工。
- 民國72年勇樓教室與吉春游泳池相繼完工。
- 民國73年智樓教室完工。
- 民國75年3月日本TBS電視公司來校拍攝「世界最大」節目。
- 民國77年3月李總統登輝先生暨臺北縣長林豐正先生、永和市長林忠榮先生蒞校視察。
- 民國78年8月秀朗國小附設幼稚園正式納編。
- 民國79年教學大樓完工。
- 民國85年珍‧古德到校演說。
- 民國92年4月24日校史館開幕。
- 民國93年11月配合交通部地下停車場工程，完成操場新建工程、設置操場夜間照明。
- 民國96年8月仁、勇樓空中走廊完工。
- 民國99年4月總統馬英九蒞校參觀。
- 民國101年2月10日新北市基層選手游泳訓練新建游泳館完工。
- 民國103年11月1日蝴蝶園完工。
- 民國107年1月設置未來教室暨創客教室。
- 民國109年設置生態池。
- 民國111年校內全面裝設冷氣

## 歷任校長
- 第一任校長，民國65年8月2日至民國80年1月31日。張培方校長以校為家，秉持著「沒有一個龍頭不通水，沒有一盞不亮的燈，沒有一塊破玻璃，沒有一位不認真的老師」的理念辦學。

- 第二任校長，民國80年2月1日至民國81年1月31日。王業平校長喜歡親近師生，全力協助行政、教學，一年任期中校務順利運作。

- 代理校長，民國81年2月1日至民國81年7月31日。王清菊主任身兼代理校長、教務主任、總務主任。

- 第三任校長，民國81年8月1日至民國89年7月31日。詹正信校長辦學認真，成立管弦樂、歌仔戲團，發展一人一藝學直笛，一人一技學游泳。

- 第四任校長，民國89年8月1日至民國97年7月31日。葉瑞芬校長活力十足，整修校舍、充實各項教學設備，帶領秀朗師生追求卓越，展現才華及特色。

- 第五任校長，民國97年8月1日至民國102年7月31日。潘慶輝校長營造活潑、積極的學習風氣，學校生氣蓬勃、屢創佳績。

- 第六任校長，民國102年8月1日至民國106年7月31日。陳秋月校長以課程與教學領導為核心，努力經營校務，也為孩子創造各種舞台。

- 第七任校長，民國106年8月1日至109年6月31日。林文生校長推動學習共同體，爭取經費改善老舊校舍、營造生態人文校園，帶領秀朗走向生態環保、永續校園。

- 第八任校長，民國109年8月1日迄今。曾秀珠校長推動Show SMART智慧教育，完成十二年國教總體課程，全校師師有社群、全校班班有冷氣、全校屋頂太陽能光電，營造智慧校園、識能學用、友善多元的校園。

## 特殊得獎記錄
- 民國70年1月--榮獲全國手球比賽《女童組冠軍》。
- 民國92年9月--全國科展比賽榮獲國小組化學科《第二名》、物理科《佳作》。
- 民國93年--全國音樂比賽同聲合唱《第一名》、鄉土歌謠比賽《第一名》、絲竹樂比賽《第二名》、榮獲九年一貫「標竿100」學校。
- 民國94年--全國音樂比賽獲童聲合唱《優等》、鄉土歌謠比賽《優等》、台北縣93學年度特殊教育評鑑《優等》。
- 民國100年5月--全國學生創意偶戲比賽全國決賽優等。
- 民國101年--全國青少年游泳錦標賽國小高年級男生組《冠軍》、女生組《冠軍》、全國躍動青春躲避球賽少年男子組《亞軍》、全國躲避球少年男子組《亞軍》
- 民國102年5月--全國學生創意偶戲比賽全國決賽《優等》、2013年全國青少年游泳錦標賽國小高年級女生組《冠軍》，國小中年級男生組《亞軍》。
- 民國103年--102全國國小盃羽球錦標賽五年級女生組雙打《冠軍》，六年級女生組雙打《季軍》、103年全國短水道分齡游泳錦標賽高年級男生組《亞軍》、女生組《季軍》，中年級男生組《亞軍》、女生組《殿軍》、102學年度全國學生音樂比賽管樂合奏《優等》、103年全國短水道分齡游泳錦標賽《亞軍》及《季軍》、2014年全國青少年分齡游泳錦標賽《冠軍》、中小學科學展覽國小組化學科大會獎《最佳團隊合作獎》。
- 民國104年--103學年度全國音樂比賽弦樂團榮獲《優等》、104年躍動青春全國躲避球賽《第四名》、104學年度國民小學創意之星科學競賽《特優》、104年全國冬季長水道分齡游泳錦標賽游泳隊共獲得《41金2銀4銅》佳績。
- 民國105年--全國學生音樂比賽管樂團榮獲《優等》、弦樂團榮獲團體國小B組《優等》、歌仔戲班榮獲104學年度全國學生戲劇比賽《特優》。
- 民國106年1月--取得2017年福岡亞太兒童會議(APCC)台灣區學生代表組隊權。
- 民國106年--全國師生鄉土歌謠比賽合唱團客家語系《特優》，東南亞語系《優等》、李倢寧同學榮獲全國語文競賽國語朗讀學生組《第一名》。
- 民國107年--全國音樂比賽榮獲管樂合奏《優等》、全國音樂比賽榮獲弦樂合奏《優等》、全國音樂比賽榮獲絲竹室內樂《優等》、全國師生鄉土歌謠比賽國小組-東南語系《特優》全國第二、全國師生鄉土歌謠比賽國小組-福佬語系《特優》全國第一。
- 民國109年--全國冬季短水道分齡游泳錦標賽「4*50公尺混合式接力」，榮獲第三名

## 外部連結
- 秀朗國小網頁